# Maria Carmela Lanzetta

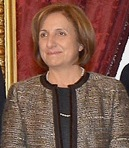
Maria Carmela Lanzetta

Maria Carmela Lanzetta (* 1. März 1955 in Mammola) ist eine italienische Politikerin der Partito Democratico.

## Leben
Lanzetta studierte Pharmazie an der Universität Bologna. Von 2006 bis 2013 war Lanzetta als Nachfolgerin von Antonio Palmiro Spanò Bürgermeisterin von Monasterace. Ihr folgte im Amt als Bürgermeisterin Maria Luisa Tripoldi. Im Kabinett Renzi war Lanzetta vom 22. Februar 2014 bis 30. Januar 2015 als Nachfolgerin von Graziano Delrio Ministerin für Regionale Angelegenheiten und Autonomie. Ihr folgte im Januar 2016 Enrico Costa im Amt als Minister.